# ダーレーグループ
ダーレーグループ（Darley Group）はムハンマド・ビン＝ラーシド・アール＝マクトゥーム（シェイク・モハメド）が統括する世界最大の競走馬生産牧場集団である。馬主としてはゴドルフィンを参照。

## 概要
ムハンマド・ビン＝ラーシド・アール＝マクトゥーム（シェイク・モハメド）が統括する競走馬生産牧場集団であり、各国に牧場を所有している。
日本にも進出しており、2002年にダーレー・ジャパン株式会社を設立している。

## グループ組織
- ロジ牧場（フランス）
- キルダンガンスタッド（アイルランド）
- ダルハムホールスタッド（イギリス）
- ジョナベルファーム（アメリカ）
- ケルヴィンサイドスタッド(オーストラリア)
- ノースウッドパーク（オーストラリア）
  - ウッドランズスタッド
- ダーレー・ジャパン（日本）
  - 北海牧場
  - 西山牧場
  - シンコーファーム
  - 只野牧場
  - 広川牧場
  - 大平ファーム